# Johannes Paulmann

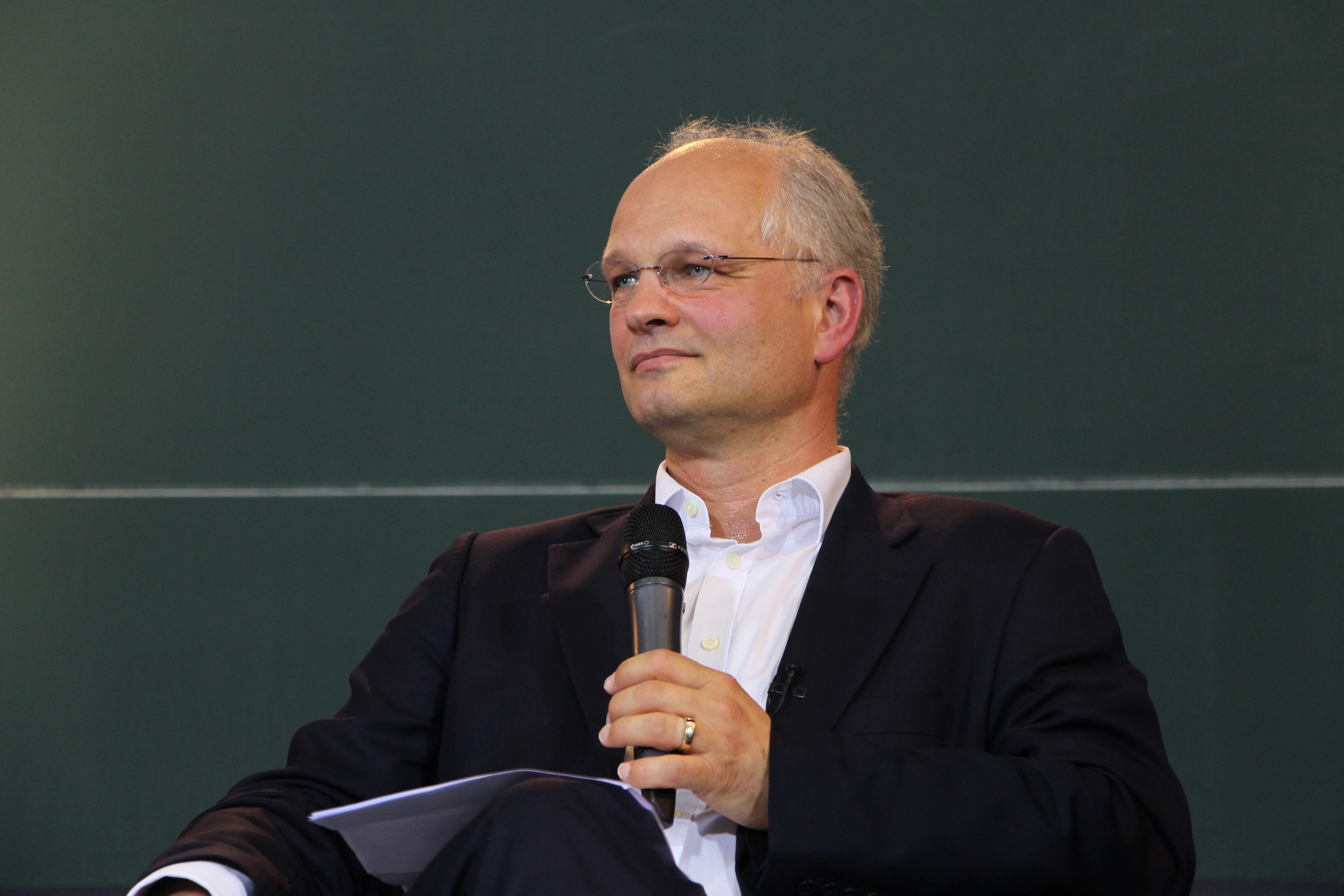
Johannes Paulmann auf dem Göttinger Historikertag 2014

Johannes Paulmann (* 4. Oktober 1960 in Darmstadt) ist ein deutscher Historiker.
Johannes Paulmann studierte an den Universitäten München und Leicester Geschichte und Anglistik. Paulmann arbeitete anschließend in der Erwachsenenbildung und war wissenschaftlicher Mitarbeiter in Tübingen, München und London. Im Jahr 1991 wurde er in München promoviert mit der von Gerhard A. Ritter betreuten Arbeit Staat und Arbeitsmarkt in Großbritannien. Im Jahr 1999 erfolgte seine Habilitation in München mit der Schrift Pomp und Politik. Hierfür erhielt Paulmann im September 2002 anlässlich des 44. Deutschen Historikertages den Preis des Verbands der Historiker und Historikerinnen Deutschlands.
Von 2000 bis 2002 hatte Paulmann eine Lehrstuhlvertretung in München. Er lehrte von 2002 bis 2006 als Professor für Geschichte an der International University Bremen und war erster Inhaber des Helmut-Schmidt-Lehrstuhls für Internationale Geschichte. Von 2006 bis 2011 war er Inhaber des Lehrstuhls für Neuere und Neueste Geschichte an der Universität Mannheim. Seit Oktober 2011 ist Paulmann als Nachfolger von Heinz Duchhardt Direktor des Leibniz-Instituts für Europäische Geschichte, Abteilung Universalgeschichte. Zugleich hat er eine W3-Professur für Neuere Geschichte an der Universität Mainz inne. Paulmann hatte Gastprofessuren an der Emory University in Atlanta, an der London School of Economics und am Magdalen College in Oxford inne. Von Oktober 2014 bis Juni 2015 war er Richard von Weizsäcker Fellow Gastprofessor am St Antony’s College in Oxford. Von März bis Juni 2018 lehrte er als Gastprofessor an der Sorbonne Université in Paris.
Paulmanns Forschungsschwerpunkte sind die europäische und deutsche Geschichte im 19. und 20. Jahrhundert, insbesondere transnationale Entwicklungen im 19. und 20. Jahrhundert. Derzeit forscht Paulmann zur Geschichte der humanitären Hilfe im 19. und 20. Jahrhundert. Außerdem betreut er in Kooperation mit dem Internationalen Komitee vom Roten Kreuz Forschungen zur weltweiten humanitären Arbeit der vergangenen 150 Jahre.
Paulmann engagiert sich in verschiedenen wissenschaftlichen Gremien und Vereinigungen, unter anderem als ordentliches Mitglied in der Historischen Kommission bei der Bayerischen Akademie der Wissenschaften (seit 2013), bei der Gutenberg-Akademie für den wissenschaftlichen Nachwuchs, zudem war er Vorstandsmitglied des Verbandes der Historiker und Historikerinnen Deutschlands und Mitherausgeber des Jahrbuchs für Europäische Geschichte.
Paulmann ist Mitglied im Wissenschaftlichen Beirat von mainzed, dem Mainzer Zentrum für Digitalität in den Geistes- und Kulturwissenschaften, und Sprecher der Konsortialinitiative „NFDI4Memory“, die sich im Rahmen der Nationalen Forschungsdateninfrastruktur engagiert.

## Schriften (Auswahl)
Monographien
- Globale Vorherrschaft und Fortschrittsglaube. Europa 1850–1914. Beck, München 2019, ISBN 978-3-406-62350-9.
- Pomp und Politik. Monarchenbegegnungen in Europa zwischen Ancien Régime und Erstem Weltkrieg. Schöningh, Paderborn 2000, ISBN 3-506-77160-4 (zugleich: München, Universität, Habilitations-Schrift, 1999) (Rezension).
- Staat und Arbeitsmarkt in Großbritannien. Krise, Weltkrieg, Wiederaufbau (= Veröffentlichungen des Deutschen Historischen Instituts London. Bd. 32). Vandenhoeck & Ruprecht, Göttingen u. a. 1993, ISBN 3-525-36317-6 (teilweise zugleich: München, Universität, Dissertation).
- Arbeitslosigkeit in Großbritannien 1931–1939. Sozial- und Wirtschaftspolitik zwischen Weltwirtschaftskrise und Weltkrieg (= Arbeitskreis Deutsche England-Forschung. Bd. 14). Brockmeyer, Bochum 1989, ISBN 3-88339-768-7.

Herausgeberschaften
- zusammen mit Christiane Fritsche: „Arisierung“ und „Wiedergutmachung“ in deutschen Städten. Böhlau, Köln u. a. 2014, ISBN 3-41222-160-0.
- Ritual – Macht – Natur. Europäisch-ozeanische Beziehungswelten in der Neuzeit. Überseemuseum, Bremen 2005, ISBN 3-89946-040-5.
- Auswärtige Repräsentationen. Deutsche Kulturdiplomatie nach 1945. Böhlau, Köln u. a. 2005, ISBN 3-412-12005-7.